# Ray-Güde Mertin
Ray-Güde Mertin (Marburgo, 19 de julio de 1943 - Fránkfort del Meno, 13 de enero de 2007), fue una profesora universitaria, traductora y agente literaria alemana, dedicada a la divulgación de la literatura en lengua portuguesa en los países de lengua alemana.

## Biografía
Estudió bachillerato en Barcelona y se especializó en Filología Románica y Filología Germánica en la Universidad de Berlín. Entre 1969 y 1977, fue profesora de Lengua y Literatura Alemanas en la Universidad de São Paulo y en la Universidad Estatal de Campinas al tiempo que se interesaba por la literatura lusófona.
Desde 1984, era profesora de Literatura Brasileña en la Universidad Johann Wolfgang Goethe, en Fránkfort. Su tesis doctoral versaba sobre la obra de Ariano Suassuna.
Cuando en 1982 regresó a Alemania, creó una agencia literaria en Bad Homburg, cerca de Fránkfort, mediante la que representaba más de un centenar de autores. Tradujo diversas obras del portugués al alemán, como Perto do Coração Selvagem (Cerca del corazón salvaje), de Clarice Lispector; Um Brasileiro em Berlim, de João Ubaldo Ribeiro; y Não Verás País Nenhum, de Ignácio de Loyola Brandão.
Entre sus agenciados se incluían también el caboverdiano Germano Almeida, los mozambiqueños Pepe Tela y Mia Couto, la portuguesa Sophia de Mello, el mexicano Xavier Velasco, el español José Manuel Fajardo, el chileno Luis Sepúlveda y el Premio Nobel de Literatura de 1998, José Saramago.